# Zé Elias
José Elias Moedim Júnior (São Paulo, 25 de setembro de 1976), mais conhecido como Zé Elias, é um ex-futebolista brasileiro que atuava como volante. Atualmente trabalha como comentarista na ESPN Brasil.

## Carreira
Começou no futebol de salão e foi formado nas categorias de base do Corinthians, sendo um dos mais jovens jogadores de futebol a vestir a camisa do clube. Quando estreou, em 1993, não tinha nem completado dezessete anos. Foi no dia 7 de setembro, sob o comando do treinador Mário Sérgio, em partida válida pelo Campeonato Brasileiro diante do Cruzeiro.
Viveu seu melhor momento no Corinthians em 1995, quando com dezoito anos de idade, foi convocado para a Seleção Brasileira. Neste ano, foi campeão do Campeonato Paulista e da Copa do Brasil.
Mesmo tendo deixado o clube muito jovem, em 1996, suas principais qualidades como jogador já eram visíveis e conquistaram a torcida. Mas a característica que o transformou no "Zé da Fiel" foi sua raça e incansável disposição para lutar pelo time. No Torneio Pré-Olímpico daquele ano, em Tandil, já com a disputa em andamento, Zé Elias lesionou-se e o técnico Zagallo teve que convocar às pressas Marcelinho Paulista, que estava em lua de mel.
Foi contratado pelo Bayer Leverkusen em 1996, após ter disputado os Jogos Olímpicos de Atlanta.
Após uma única temporada no futebol alemão, foi para a Internazionale em julho de 1997, assinando um contrato por quatro anos. Zé Elias defendeu o clube de Milão por duas temporadas, atuando ao lado de nomes como Ronaldo, Iván Zamorano, Javier Zanetti e Diego Simeone. Foi campeão da Copa da UEFA na temporada 1997–98.
Como ficou sem espaço na Inter, deixou o clube em junho de 1999 e assinou com o Bologna, onde atuou por um ano.
Chegou ao Olympiacos em junho de 2000, e por lá sagrou-se tricampeão do Campeonato Grego.
Voltou para a Itália no ano de 2003, sendo contratado pelo Genoa.
Após oito anos fora, Zé Elias retornou ao Brasil em 2004 para jogar pelo Santos, onde fez parte do elenco que conquistou o Campeonato Brasileiro daquele ano.
Em janeiro de 2006, o jogador chegou a ser contratado pelo modesto Metalurh Donetsk, da Ucrânia, mas não atuou. Assim, Zé Elias retornou ao Brasil em março, assinando um contrato de risco com o Guarani e jogando por apenas três meses. Após a curta passagem pelo futebol campineiro, em julho Zé Elias transferiu-se para o Omonia, do Chipre. O volante ficou por lá durante um ano e meio.
Zé Elias voltou novamente ao Brasil no início de 2008, dessa vez sendo contratado pelo Londrina. Na estreia contra a Adap Galo, no dia 24 de fevereiro, o jogador teve uma atuação ruim e foi substituído durante o intervalo.
Depois de anunciar sua primeira aposentadoria em março de 2008, Zé Elias voltou atrás em junho, assinando um contrato com o clube austríaco Rheindorf Altach. Ao término da temporada, anunciou sua despedida definitiva dos gramados no dia 14 de junho de 2009.

### Pós-aposentadoria
Imediatamente após encerrar a carreira, Zé Elias ingressou na carreira de comentarista esportivo, estreando no dia 8 de julho na Rádio Globo.
Em 2014, foi contratado como comentarista nos canais ESPN.

## Vida pessoal
É irmão do ex-goleiro Rubinho, que atuou por mais de dez anos no futebol italiano. Zé Elias possui quatro filhos, sendo dois de seu primeiro casamento, e dois do atual matrimônio.
Em 2011, permaneceu 30 dias preso pelo não pagamento da pensão alimentícia.

## Títulos
Corinthians
- Copa Bandeirantes: 1994
- Taça da Solidariedade: 1994
- Campeonato Paulista: 1995
- Copa do Brasil: 1995
- Troféu Ramón de Carranza: 1996

Internazionale
- Copa da UEFA: 1997–98

Olympiakos
- Campeonato Grego: 2000–01, 2001–02 e 2002–03

Santos
- Campeonato Brasileiro: 2004